# Sporting Clube do Porto Novo
O Sporting Clube do Porto Novo é um clube poliesportivo da cidade de Porto Novo, no sul da ilha de Santo Antão, em Cabo Verde. O clube conta com departamentos de futebol, basquetebol, voleibol e atletismo. Foi fundado em 18 de agosto de 1956, sendo o mais antigo da ilha.
O clube conquistou três títulos regionais, três torneios de abertura, além de um título regional de copa e uma supercopa.